# George Takei

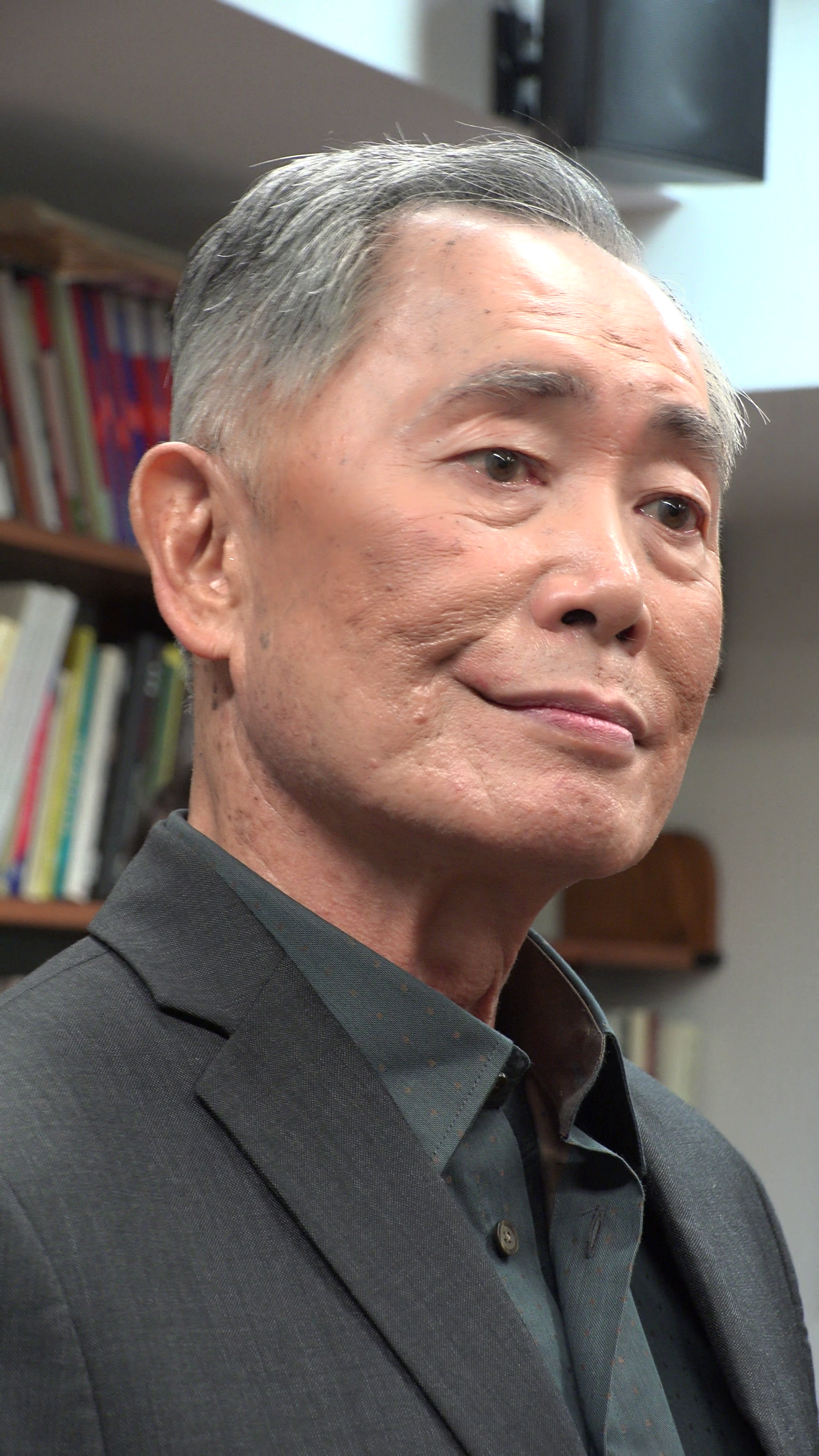
Takei în 2015

George Hosato Takei (武井 穂郷 Takei Hosato, n. 20 aprilie 1937, Boyle Heights, Los Angeles, California) este un actor american de film și de televiziune, regizor, autor și activist. Este cel mai cunoscut pentru rolul lui Hikaru Sulu, timonierul navei USS Enterprise din serialul de televiziune Star Trek. A mai interpretat acest personaj în șase filme artistice Star Trek și într-un episod din Star Trek: Voyager.

## Biografie și carieră
Este căsătorit din 2008 cu Brad Takei. Takei este budist.

## Filmografie

### Film
| An   | Fil                                    | Rol                     | Format      | Note    |
| ---- | -------------------------------------- | ----------------------- | ----------- | ------- |
| 1955 | Godzilla Raids Again                   | (Voiceovers only)       | Voice only  |         |
| 1960 | Hell to Eternity                       | George                  | Live action |         |
| 1961 | A Majority of One                      | Butler                  | Live action |         |
| 1965 | Red Line 7000                          | Kato                    | Live action |         |
| 1966 | Walk, Don't Run                        | Police Captain          | Live action |         |
| 1968 | The Green Berets                       | Captain Nim             | Live action |         |
| 1972 | Josie's Castle                         | Ken Tanaka              | Live action |         |
| 1979 | Star Trek: The Motion Picture          | Lt. Commander Sulu      | Live action |         |
| 1982 | Star Trek II: The Wrath of Khan        | Commander Sulu          | Live action |         |
| 1984 | Star Trek III: The Search for Spock    | Commander Sulu          | Live action |         |
| 1986 | Star Trek IV: The Voyage Home          | Commander Sulu          | Live action |         |
| 1989 | Star Trek V: The Final Frontier        | Commander Sulu          | Live action |         |
| 1989 | Return from the River Kwai             | Lieutenant Tanaka       | Live action |         |
| 1991 | Star Trek VI: The Undiscovered Country | Captain Sulu            | Live action |         |
| 1994 | Oblivion                               | Doc Valentine           |             |         |
| 1998 | Mulan                                  | First Ancestor (voice)  | Animated    |         |
| 2005 | Mulan II                               | First Ancestor (voice)  | Animated    |         |
| 2008 | The Great Buck Howard                  | Himself                 |             |         |
| 2008 | Ninja Cheerleaders                     | Ninja Sensei Hiroshi    |             |         |
| 2008 | Futurama: Bender's Game                | Himself (voice)         | Animated    | Cameo   |
| 2008 | You Don't Mess with the Zohan          | Himself                 |             | Cameo   |
| 2009 | Scooby-Doo! and the Samurai Sword      | Old Man Samurai (voice) | Animated    |         |
| 2011 | Larry Crowne                           | Dr. Ed Matsutani        |             |         |
| 2012 | Strange Frame                          | Tamadamsa (voice)       |             |         |
| 2013 | Free Birds                             | S.T.E.V.E. (voice)      |             |         |
| 2014 | Eat with Me                            | Himself                 |             |         |
| 2014 | To Be Takei                            | Himself                 | Live action |         |
| 2014 | Axel: The Biggest Little Hero          | Elder (voice)           |             |         |
| 2015 | Entourage                              | Himself                 |             | Cameo   |
| 2015 | The Gettysburg Address                 | Himself                 |             |         |
| 2016 | Kubo and the Two Strings               | Hosato (voice)          |             | Filming |
| 2017 | Blazing Samurai                        | Ohga (voice)            |             | Filming |

### Televiziune
| An           | Emisiune                         | Rol                                                          | Format      | Note |
| ------------ | -------------------------------- | ------------------------------------------------------------ | ----------- | --- |
| 1959         | Perry Mason                      | Toma Sakai                                                   | Live action | Season 3, Episode 4 - The Case of the Blushing Pearls |
| 1964         | The Twilight Zone                | Arthur Takamori                                              | Live action | Season 5, Episode 151 - The Encounter |
| 1965         | My Three Sons                    | Won Tsun                                                     | Live action | Season 6 - Episode 12 - The Hong Kong Story |
| 1965         | Voyage to the Bottom of the Sea  | Major Lee Cheng                                              | Live action | Season 2 - Episode 10 - The Silent Saboteurs |
| 1965         | Death Valley Days                | Wong Lee                                                     | Live action | Season 14 - Episode 9 - The Book |
| 1966         | Mission: Impossible              | Roger Lee                                                    | Live action | Season 1 - Episode 10 - The Carriers |
| 1968         | It Takes A Thief                 | Wo                                                           | Live action | Season 2 - Episode 12 - To Catch A Roaring Lion |
| 1966–1969    | Star Trek                        | Lt. Hikaru Sulu                                              | Live action | |
| 1969         | The Courtship of Eddie's Father  | Mr. Sato                                                     | Live action | Season 1 - Episode 9 - Gentleman Friend |
| 1970         | Marcus Welby, M.D.               | Fred                                                         | Live action | Season 2 - Episode 5 - To Get Through the Night |
| 1973-1974    | Star Trek: The Animated Series   | Lt. Hikaru Sulu                                              | Animated    | |
| 1974         | The Six Million Dollar Man       | Chin Ling                                                    | Live action | Season 1 - Episode 15 - The Coward |
| 1975         | Hawaii Five-0                    | Nathaniel Blake                                              | Live action | Season 8 - Episode 5 - Death's Name Is Sam |
| 1976         | Black Sheep Squadron             | Maj. Kato                                                    | Live action | Season 1 - Episode 8 - Up For Grabs |
| 1986         | MacGyver                         | Dr. Shen Wei                                                 | Live action | 1 episode: Season 2 Episode 4 "The Wish Child" |
| 1987         | Miami Vice                       | Kenneth Togaru                                               | Live action | Season 3 - Episode 20 - By Hooker By Crook |
| 1987         | Murder She Wrote                 | Bert Tanaka                                                  | Live action | 1 episode: Season 3 Episode 15 - "The Bottom Line is Murder" |
| 1991–present | The Simpsons                     | Restaurant Owner / Akira / Waiter / Wink, the Game Show Host | Animated    | 4 episodes: Season 2 Episode 11: "One Fish, Two Fish, Blowfish, Blue Fish" Season 10 Episode 23: "Thirty Minutes Over Tokyo" Season 13 Episode 4: "A Hunka Hunka Burns in Love" Season 24 Episode 17: "What Animated Women Want" |
| 1996         | 3rd Rock from the Sun            | Himself                                                      | Live action | 1 episode: Season 2 Episode 3 "Hotel Dick" |
| 1996         | Spider-man                       | Wong                                                         | Animated    | 1 episode: Season 3 Episode 1 "Doctor Strange" |
| 1996         | Star Trek: Voyager               | Capt. Sulu                                                   | Live action | 1 episode: Season 3 Episode 2 "Flashback" |
| 1996-1997    | Space Cases                      | Warlord Shank                                                |             | |
| 1996–2004    | Hey Arnold!                      | Kyo Heyerdahl                                                |             | 2 episodes |
| 1999         | Batman Beyond                    | Mr. Fixx                                                     |             | 2 episodes: Season 1 Episode 1: "Rebirth: Part 1", Season 1 Episode 2: "Rebirth: Part 2" |
| 2002–2007    | Kim Possible                     | Master Sensei                                                |             | |
| 2002         | Futurama                         | Himself/Hikaru Sulu                                          | Animated    | 1 episode: Season 4 Episode 11 "Where No Fan Has Gone Before" |
| 2002         | Jackie Chan Adventures           | High Mystic                                                  | Animated    | 1 episode: Season 2 Episode 28 "The Chosen One" |
| 2004         | Scrubs                           | Priest                                                       | Live action | 1 episode: Season 3 Episode 22 "My Best Friend's Wedding" |
| 2005         | Avatar: The Last Airbender       | Warden                                                       | Animated    | 1 episode: Season 1 Episode 6 "Imprisoned" |
| 2006         | Malcolm in the Middle            | Himself                                                      | Live action | 1 episode: Season 7 Episode 14 "Hal Grieves" |
| 2006         | Psych                            | Himself                                                      | Live action | 1 episode: Season 1 Episode 8 "Shawn vs. the Red Phantom" |
| 2006         | Will & Grace                     | Himself                                                      | Live action | 1 episode: Season 8 Episode 18 "Buy, Buy Baby" |
| 2007         | Cory in the House                | Ronald                                                       |             | 1 episode: Season 1 Episode 15 "Air Force One Too Many" (missing info) |
| 2007–2010    | Heroes                           | Kaito Nakamura                                               | Live action | |
| 2008         | Star Wars: The Clone Wars        | General Lok Durd                                             | Animated    | 1 Episode: Season 1 Episode 14 "Defenders of Peace" |
| 2008–2009    | Chowder                          | Foie Gras                                                    |             | Episodes "Chowder and Mr. Fugu" and "Hands on a Big Mixer" |
| 2009         | Transformers: Animated           | Yoketron                                                     | Animated    | 1 episode: Season 3 Episode 6: "Five Servos of Doom" |
| 2009         | Party Down                       | Himself                                                      |             | 1 episode: Season 1 Episode 10: "Stennheiser-Pong Wedding Reception" |
| 2009         | The Super Hero Squad Show        | Galactus                                                     |             | episode "Last Exit Before Doomsday!" |
| 2010         | Futurama                         | Himself                                                      | Animated    | 1 episode: Season 6 Episode 4 "Proposition Infinity" |
| 2010         | The Big Bang Theory              | Himself                                                      |             | 1 episode: Season 4 Episode 4 "The Hot Troll Deviation" |
| 2010         | The Suite Life on Deck           | Rome Tipton                                                  |             | 1 episode: Season 2 Episode 26 "Starship Tipton" |
| 2010         | Scooby-Doo! Mystery Incorporated | Mr. Wang/White Wizard                                        |             | 1 episode: Season 1 Episode 18 "The Dragon's Secret" |
| 2010         | Community                        | Himself                                                      |             | 1 episode: Season 2 Episode 6 "Epidemiology" |
| 2011–2013    | Supah Ninjas                     | Hologramps and Evil Grandpa                                  |             | Main Character |
| 2012, 2014   | Archer                           | Mr. Moto                                                     |             | 2 episodes: Season 3 Episode 7 "Drift Problem", Season 5 Episode 3 "Archer Vice: A Debt of Honor" |
| 2012         | Futurama                         | Himself                                                      | Animated    | (Cameo) 1 episode: Season 7 Episode 5 "Zapp Dingbat" |
| 2010–2012    | Adventure Time                   | Ricardio the Heart Guy                                       |             | Two episodes: "Ricardio the Heart Guy", "Lady & Peebles" |
| 2012         | Hawaii Five-0                    | Uncle Choi                                                   |             | 1 episode, Season 3 Episode 11: "Kahu" playing Chin Ho Kelly's (Daniel Dae Kim) uncle |
| 2012–2013    | Transformers: Prime              | Alpha Trion                                                  | Animated    | 2 episodes, Season 2 Episode 21: "Alpha/Omega", Season 3 Episode 4: "Rebellion" |
| 2013         | The New Normal                   | Sam                                                          |             | 1 episode |
| 2013–2014    | The Neighbors                    | Supreme Commander/Father                                     |             | recurring role |
| 2013         | Futurama                         | Himself                                                      | Animated    | (Cameo) 1 episode: Season 7 Episode 19 "Saturday Morning Fun Pit" |
| 2013         | Ultimate Spider-Man              | Elder Monk                                                   |             | 1 episode, "Journey of the Iron Fist" |
| 2013         | Lost Girl                        | Snake Man / Amphisbaena                                      |             | 1 episode |
| 2014         | King of the Nerds                | Himself                                                      |             | Season 2 Episode 6 |
| 2014         | Real Husbands of Hollywood       | Himself                                                      | Live action | Season 3 Episode 4, "Don't Vote for Nick" |
| 2014         | Through the Keyhole              | Himself                                                      |             | Season 2 Episode 2 |
| 2015         | Penn Zero: Part-Time Hero        | Sashi's Dad                                                  |             | 1 episode, "Flurgle Burgle" |
| 2015         | Hot in Cleveland                 | Rev. Matsuda                                                 |             | 1 episode, Season 6 Episode 17, "Duct Soup" |
| 2015         | Miles from Tomorrowland          | Spectryx                                                     |             | 1 episode: Season 1 Episode 14, "The Neptune Adventure/Eye to Eye" |
| 2016         | Almost Royal                     | Himself                                                      |             | 1 episode: Season 2 Episode 5, "Future" |
| 2016         | Elena of Avalor                  | King Toshi of Satu                                           | Animated    | Season 1 Episode 2, "Model Sister" |

### Altele
| An   | Titlu                                           | Rol                         | Media      | Format | Note |
| ---- | ----------------------------------------------- | --------------------------- | ---------- | ------ | ---- |
| 1992 | Star Trek: 25th Anniversary                     | Hikaru Sulu                 | Video Game |        |      |
| 1993 | Star Trek: Judgment Rites                       | Hikaru Sulu                 | Video Game |        |      |
| 1997 | Star Trek: Starfleet Academy                    | Hikaru Sulu                 | Video Game |        |      |
| 1999 | Star Trek: Starfleet Command                    | Hikaru Sulu                 | Video Game |        |      |
| 2000 | Star Trek: Starfleet Command II: Empires at War | Hikaru Sulu                 | Video Game |        |      |
| 2003 | Freelancer                                      | Hakera                      | Video Game |        |      |
| 2004 | Star Trek: Shattered Universe                   | Hikaru Sulu                 | Video Game |        |      |
| 2007 | Star Trek New Voyages: Phase II                 | Hikaru Sulu                 | Web        |        |      |
| 2007 | Pain                                            | Himself                     | Video Game |        |      |
| 2008 | Command & Conquer: Red Alert 3                  | Emperor Yoshiro             | Video Game |        |      |
| 2010 | Marvel Super Hero Squad: The Infinity Gauntlet  | Galactus                    | Video Game |        |      |
| 2012 | Skylanders: Giants                              | Arkeyan Conquertron/Drill-X | Video Game |        |      |
| 2013 | Rooms to Go                                     | Spokesperson                | Reclamă TV |        |      |
| 2014 | Family Guy: The Quest for Stuff                 | Himself                     | Video Game |        |      |

## Teatru
| An   | Producție                              | Rol                                                     |
| ---- | -------------------------------------- | ------------------------------------------------------- |
| 1961 | "Fly Blackbird!"                       | George                                                  |
| 1974 | "The Year of the Dragon (play)"        | Fred Eng                                                |
| 1987 | "Aladdin"                              | Genie                                                   |
| 1988 | Shimon Wincelberg's "Undertow"         |                                                         |
| 1990 | "The Wash"                             | Sadao Nakasato                                          |
| 2002 | Stephen Sondheim's "Pacific Overtures" | Reciter                                                 |
| 2005 | Peter Shaffer's "Equus"                | Martin Dysart                                           |
| 2012 | "8"                                    | William Tam (Ebell of Los Angeles)                      |
| 2012 | "Allegiance"                           | Sam Kimura (present day) / "Ojii-San" (Grandpa) (1940s) |

## Legături externe
- Materiale media legate de George Takei la Wikimedia Commons

- Site web oficial
- George Takei la Internet Movie Database
- George Takei la TCM Movie Database
- George Takei la Allmovie
- en George Takei la Internet Broadway Database
- en George Takei la Internet Off-Broadway Database
- George Takei biography at StarTrek.com Arhivat în 6 iulie 2010, la Wayback Machine.
- George Takei Interview at the Archive of American Television portal
- Encyclopedia of Arkansas History & Culture
- Japanese American Relocation Record
- Takei's personal blog Arhivat în 12 noiembrie 2011, la Wayback Machine.
- Apariții pe C-SPAN